# Opius krishnagarensis
Opius krishnagarensis är en stekelart som beskrevs av Fischer 2005. Opius krishnagarensis ingår i släktet Opius och familjen bracksteklar. Inga underarter finns listade i Catalogue of Life.